# Otomops papuensis
Otomops papuensis — вид кажанів родини молосових.

## Середовище проживання
Цей маловідомий вид є ендеміком Папуа Нової Гвінеї, відомий з двох ділянок розташованих від рівня моря до 300 м над рівнем моря.

## Стиль життя
Вид харчується в тропічному лісі, й, як вважають, ночує у дуплах дерев у лісі.